# Никола Джурджич
Никола Джурджич (серб. Никола Ђурђић / Nikola Đurđić, нар. 1 квітня 1986, Пірот) — сербський футболіст, нападник клубу «Ченду Беттер Сіті». Провів один матч за національну збірну Сербії.

## Клубна кар'єра
Никола Джурджич — вихованець клубу «Раднички» з свого рідного міста Пірот, в якому виступав за всі юнацькі команди. 
Своєю грою за цю команду привернув увагу представників тренерського штабу клубу «Вождовац», до складу якого приєднався влітку 2006 року. Відіграв за белградську команду наступні три сезони своєї ігрової кар'єри. Більшість часу, проведеного у складі «Вождоваца», був основним гравцем атакувальної ланки команди.

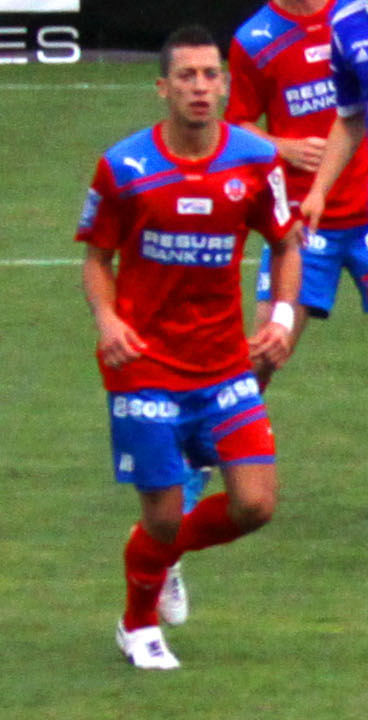
Никола Джурджич під час виступів за «Гельсінгборг». 15 вересня 2012 року.

У січні 2009 року Джурджич перебрався в норвезький «Гаугесун», де в першому ж сезоні став найкращим бомбардиром команди з 10 м'ячами і допоміг їй пробитися в Тіппелігу. Наступні 3 сезону він продовжував справно вражати чужі ворота, забиваючи по 12 м'ячів у кожному з них. У 2011 році Никола був визнаний найкращим гравцем чемпіонату Норвегії за версією футболістів.
20 серпня 2012 року було оголошено про оренду Джурджича в шведський «Гельсінгборг» з правом подальшого викупу. На наступний день, 21 серпня, Никола дебютував за новий клуб у грі кваліфікаційного раунду Ліги чемпіонів з «Селтіком». 25 серпня він забив свій перший гол за «Гельсінгборг», вразивши ворота «Юргордена», однак не зумів врятувати клуб від поразки з рахунком 3:1. 4 жовтня Джурджич зробив перший у своїй кар'єрі дубль в матчі групового етапу Ліги Європи проти нідерландського «Твенте». 
У листопаді Джурджичем зацікавилися нідерландський «АЗ», а також італійські «Мілан» та «Удінезе». Однак 17 грудня він перейшов в «Гройтер Фюрт», уклавши з клубом Бундесліги контракт терміном на 3,5 року. 2 лютого 2013 року Никола забив свій перший гол у футболці «Гройтера», вразивши ворота «Шальке 04» і принісши перемогу клубу з рахунком 2:1. За підсумками сезону 2012/13 клуб зайняв 18 місце і покинув Бундеслігу. Незважаючи на це серб продовжив виступи в команді і допоміг команді зайняти 3 місце в наступному сезоні Другої Бундесліги, що давало право на участь в матчі плей-оф за вихід в Бундеслігу. Никола зіграв в обох матчах проти «Гамбурга», але команда поступилася через гол на власному полі (1:1, 0:0).
Щоправда, Джурджич наступний сезон все ж розпочав у Бундеслізі, так як 3 липня 2014 року він перейшов в «Аугсбург», підписавши контракт до 2017 року. У новій команді сербський форвард не зміг заграти, забивши лише один гол у 16 матчах чемпіонату, через що у липні 2015 року його було віддано в оренду до кінця року в шведський «Мальме». Відтоді встиг відіграти за команду з Мальме 5 матчів в національному чемпіонаті.

## Виступи за збірні
2007 року залучався до складу молодіжної збірної Сербії. На молодіжному рівні зіграв у 6 офіційних матчах, забив 1 гол.
У січні 2013 року Джурджич був вперше викликаний до національної збірної Сербії головним тренером Синишею Михайловичем на товариський матч з Кіпром. 6 лютого Джурджич дебютував у футболці національної команди, провівши на полі 45 хвилин, після чого був замінений на Филипа Джорджевича, а серби здобули перемогу з рахунком 1:3. Після цього у формі головної команди країни не виступав.

## Досягнення
Особисті досягнення
- Нападник року Аллсвенскан: 2019[8]